# Caixa d'Enginyers

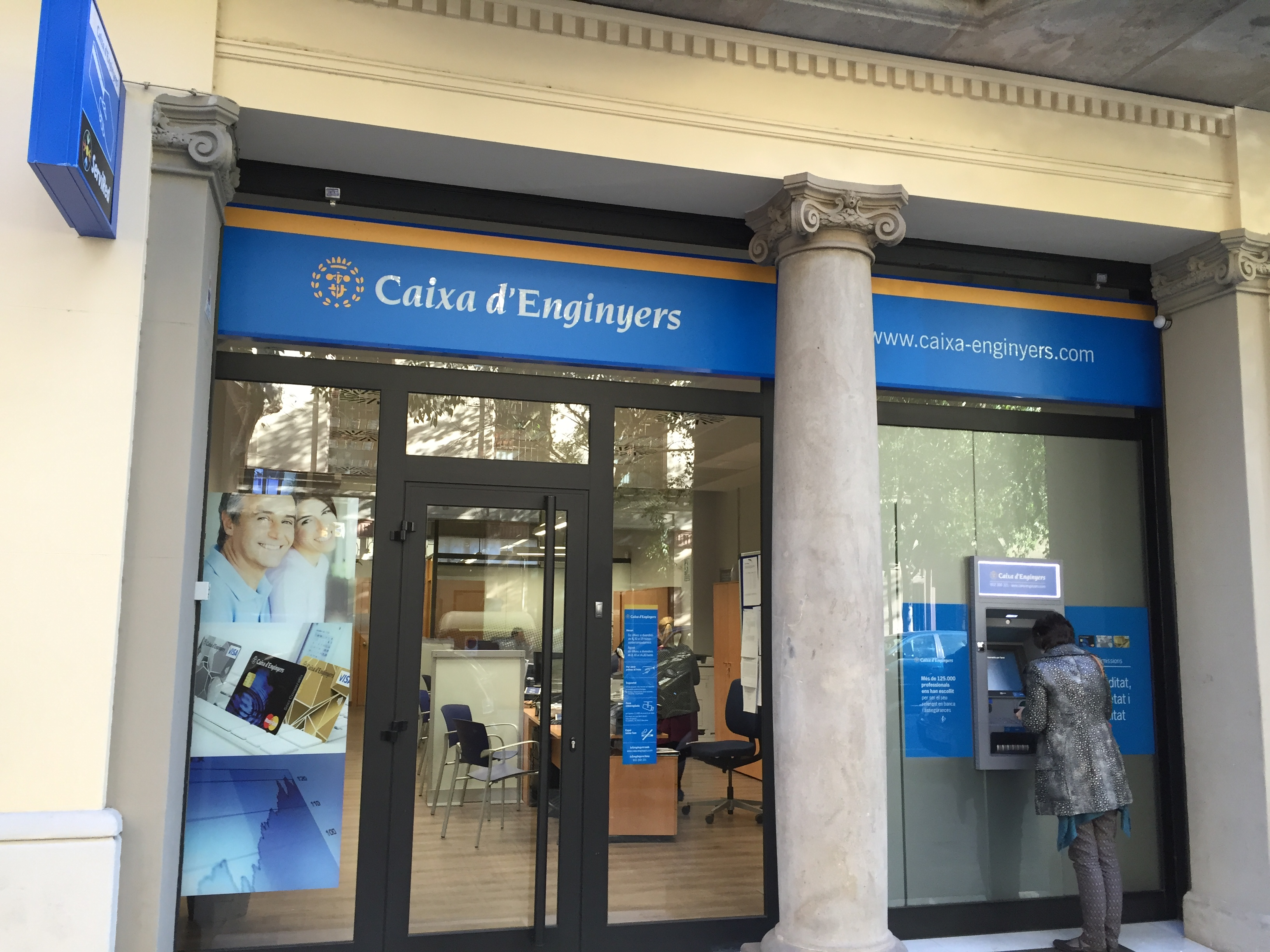
Oficina de la Caixa d'Enginyers

Caixa d'Enginyers és una societat cooperativa d'estalvi i crèdit, que va ser fundada el 1967 a Barcelona per un grup d'enginyers, i compta amb més de 215 000 socis. Desenvolupa un model de banca personal, comercial, institucional i d'empresa en el territori espanyol amb la vocació de donar servei als professionals, ja siguin enginyers —no és pas requisit ser-ho, tot i el nom de l'entitat— o d'altres professions.

## Història
Fundada el 1967, la característica distintiva del model cooperatiu de Caixa d'Enginyers és que el soci és alhora client i propietari de l'entitat.
Caixa d'Enginyers compta amb una xarxa de 30 oficines pròpies repartides en les ciutats d'Alacant, Barcelona, Girona, Lleida, Palma, Sabadell, Sant Cugat del Vallès, Tarragona, Terrassa, València i Mataró, a més de Bilbao, Madrid, Màlaga, Saragossa i Sevilla. A més dels caixers automàtics ubicats a les mateixes oficines, Caixa d'Enginyers té més de 8.000 caixers col·laboradors.
El 2017 celebrà el seu 50è aniversari.
Aconseguí ressò mediàtic quan decidí no treure la seu social de Catalunya en l'anomenada fuga d'empreses—entre les quals moltes entitats bancàries—, arran del referèndum unilateral de l'1 d'octubre —sobre la independència de Catalunya—, no acceptat per l'Estat espanyol, i de la declaració unilateral d'independència de Catalunya de l'octubre de 2017.

## Grup i Fundació
Caixa d'Enginyers actua com a matriu del Grup Caixa d'Enginyers, que integra també Caixa d'Enginyers Gestió (societat gestora de fons d'inversió), Caixa d'Enginyers Vida i Pensions (societat gestora d'assegurances, reassegurances i fons de pensions), Caixa d'Enginyers banca-assegurances (operador d'assegurances), Fundació Caixa d'Enginyers (eina de RSC), Ingenium Shopping (cooperativa de consumidors) i Norbolsa (societat especialista en intermediació borsària i en serveis financers de valor afegit). Paradoxalment, malgrat el seu esperit cooperativista, Caixa d'Enginyers, és comercialitzadora d'assegurances de grups no cooperativistes, com Helvetia Seguros, amb seu a St Gallen, Suïssa, i cotitzada a la Borsa de Zurich, Suïssa (ISIN:HELN), que reparteix bonus als seus directius i dividends entre els seus accionistes.
A més, Caixa d'Enginyers va constituir al febrer de 2011 la Fundació Caixa d'Enginyers per tal de vehicular les seves activitats de responsabilitat social corporativa. Es tracta d'una institució privada i sense afany de lucre que va sorgir de la transformació de l'antiga Agrupació Soci-Cultural i Tecnològica dels Enginyers. La Fundació pretén optimitzar l'eficiència dels recursos destinats a la promoció i el foment de l'enginyeria i activitats d'interès cultural, social, mediambiental, benèfic-assistencial, professional i tecnològic.